# Catedral de Lausana
La Catedral de Nuestra Señora de Lausana (en francés: Cathédrale Notre-Dame de Lausanne) es una catedral de Suiza de origen medieval, reformada desde 1536, que se encuentra en la ciudad Lausana, cantón de Vaud. En sus inicios católica, hoy es una catedral protestante.
El edificio está inscrito como bien cultural suizo de importancia nacional.

## Historia

### Fundación

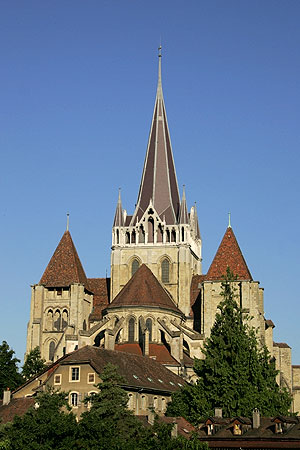
Vista de la cabecera

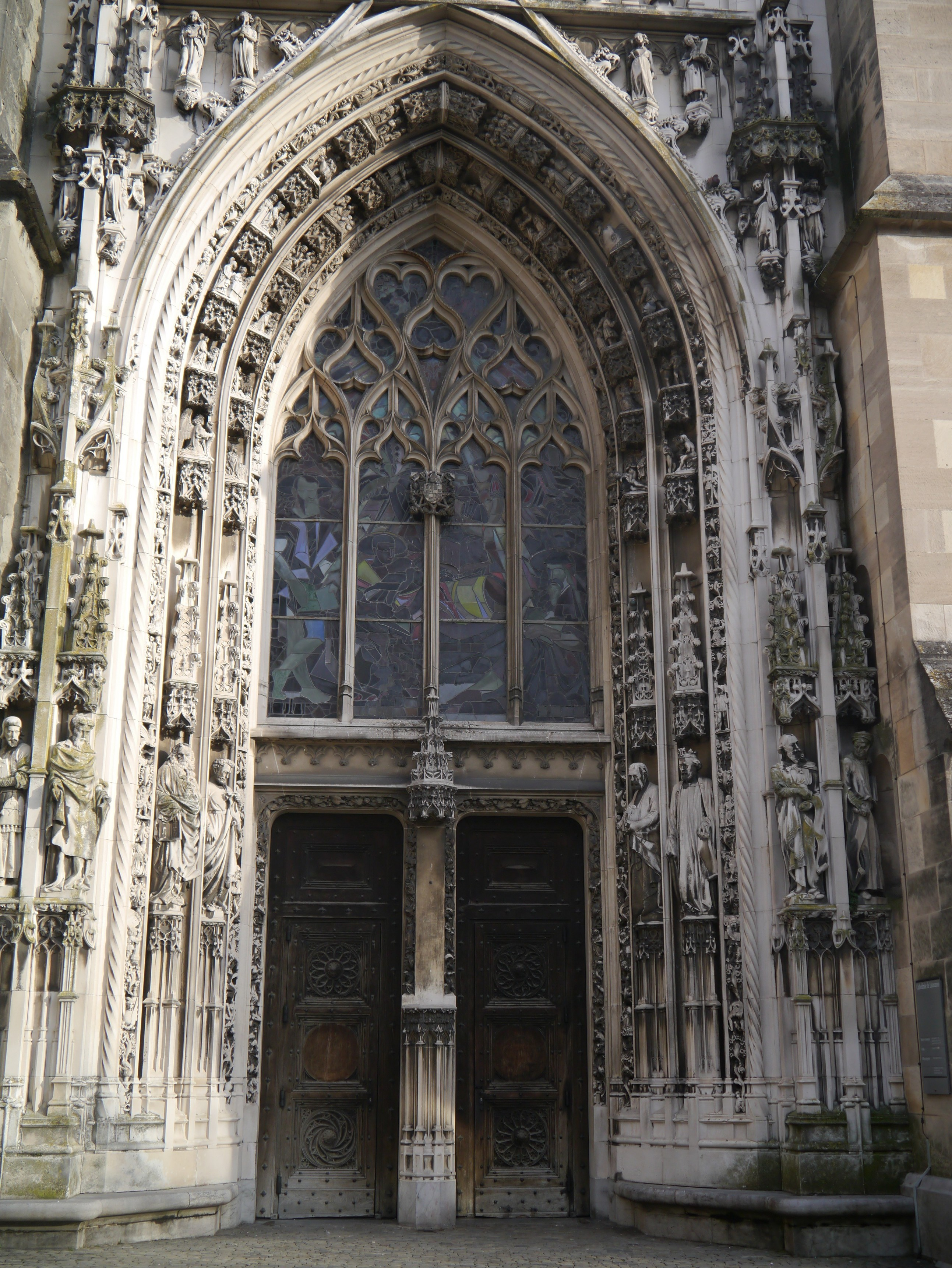
Portal occidental, o portal Montfalcon, desde 1515 (totalmente restaurado en 1892-1909, con trumeau de nicho vacío, la estatua de la Sainte-Vierge no fue aceptada por la ciudad).

La catedral de Notre-Dame de Lausana es un edificio construido en piedra tallada (piedra arenisca blanda llamada molasa, 'melaza'), de estilo gótico, probablemente comenzada durante el episcopado de Landry de Durnes (1160 a 1174), que se completó a mediados del siglo XIII, una época cuando la región, a excepción de la ciudad que dependía del obispado, se unió al condado de Saboya. Reemplazó a varios edificios religiosos sucesivos anteriores (desde el siglo VI), y fue consagrada a la Santísima Virgen María bajo el título de «Notre-Dame» el 20 de octubre de 1275 en presencia del papa Gregorio X, del obispo de Lausana Guillaume de Champvent y del emperador Rodolfo de Habsburgo.
En la Edad Media, se convirtió en un centro de peregrinación mariana: alrededor de 70 000 personas iban allí cada año para venerar la estatua milagrosa de la Virgen, en un momento en que Lausana tenía solo unos 7000 habitantes.
La construcción de la catedral de Notre-Dame duró aproximadamente de 1170 a 1235. Esta fue la gran época de construcción de catedrales en la Europa occidental: una de las más famosas, la de Chartres (1194-1220), es contemporánea de la catedral de Lausana. Si bien las primeras obras se realizaron en estilo románico, los sucesivos maestros de obras adoptaron muy rápidamente el estilo gótico durante las décadas que siguieron, más en consonancia con la evolución de la arquitectura de la época. La cabecera, que data de finales del siglo XII hasta principios del siglo XIII, sería obra del Maestro de Lausana, según atestiguan las fuentes de los archivos. La nave y el portal pintado se completaron alrededor de 1230, mientras que el macizo occidental estaba terminado sin duda, con menos recursos, para la consagración solemne de 1275. La última etapa se atribuye al maestro de obras Jean Cotereel, sin duda de origen anglo-normando, que importó formas características del estilo gótico inglés.
El antipapa Félix V fue entronizado aquí el 23 de julio de 1440.
Poco antes de la Reforma, el obispo Aymon de Montfalcon emprendió grandes obras. Suprimió el pasaje vial que "perforaba" la iglesia transversalmente para conectar la Cité-Dessus et la Cité-Dessous y que dividía el edificio en dos partes distintas (complejo occidental/nave y coro), de ahora en adelante unidos en un único espacio. El antiguo pórtico occidental, en gran parte abierto, fue cerrado por un gran portal de estilo gótico flamígero, construido en 1515, pero que permaneció inacabado en la Reforma (la estatuaria en particular es lacunar). En su estado actual, data en gran parte de la restauración integral de 1892-1909.
Algunos obispos destacados de la Iglesia católica:
- san Mauro de Autun (san Maire o san Marius): 573-ca. 594[7]
- san Prex (san Prothais, Protasio o san Prothasius): ca. 652.
- san Henri de Lenzbourg: 985-1019.
- san Amadeo de Clermont: 1145-1159.
- Landri de Durnes: 1160-1174.

### Reforma

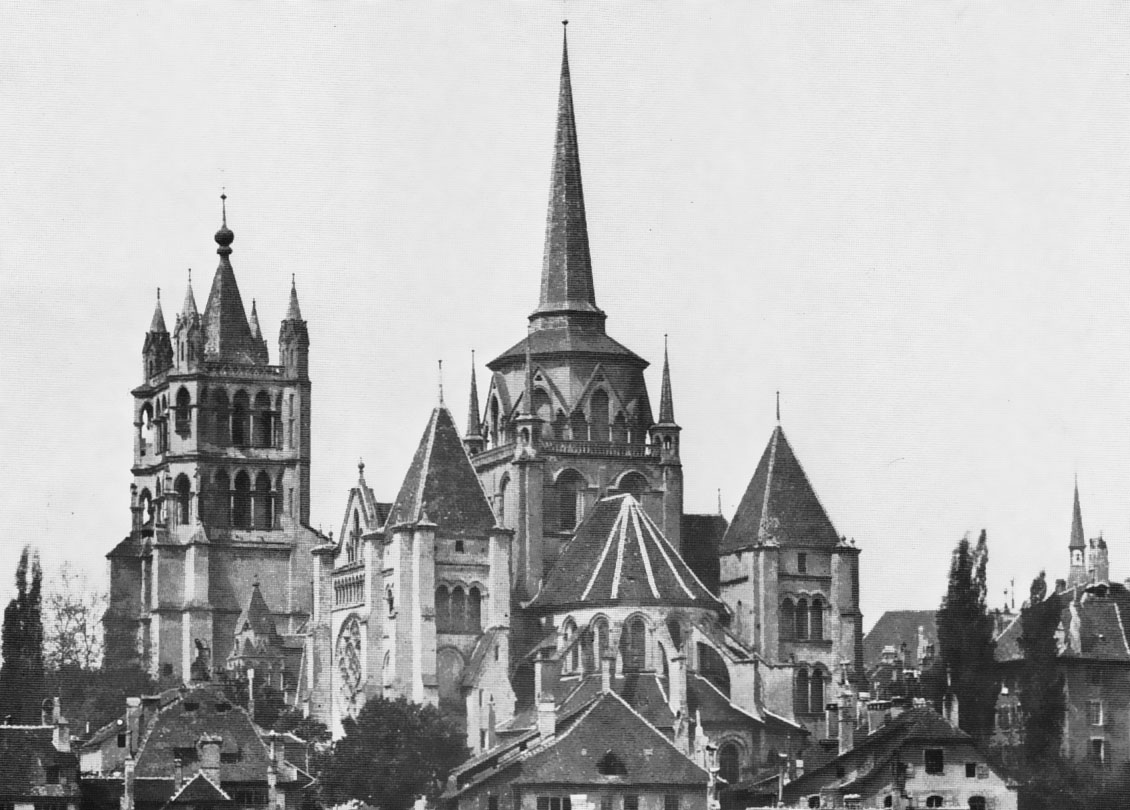
La catedral de Nuestra Señora hacia 1873 con la flecha de Henri Perregaux, remplazada pronto por la debida a Eugène-Emmanuel Viollet-le-Duc.

A la llegada de los berneses y con la adopción de la Reforma Protestante, el edificio fue dedicado en 1536 al culto reformado de Ulrico Zuinglio. Experimentó en esa época depredaciones importantes debidas a los berneses, para disgusto de los Concejos municipales, tales como la destrucción del claustro y de la mayor parte del valioso mobiliario del coro y de las capillas, entre ellas dos obras de gran importancia: el retablo de plata (aprox. de 64 kilos) en forma de tríptico del altar (1474) del orfebre Charles Humbeloz de Dijon, ofrecido por el obispo Georges de Saluc, mejorado con colores por el pintor Pierre Spicre y sobre todo por la milagrosa estatua de plata dorada de la «Vierge trônant avec l'Enfant» sobre las rodillas (siglo XII), famosa y venerada en toda la Europa medieval. Pesaba alrededor de 6,5 kilos y contenía adornos de plata y una corona de oro y piedras preciosas. Estas dos piezas principales fueron fundidas en junio de 1537 en Berna. La Iglesia del Santo Redentor en Lausana, sin embargo, tiene una copia bastante fiel del siglo XV de esta estatua, en madera policromada, salvada por los cartujos de la Valsainte.
Del rico tesoro de la Notre-Dame de Lausana, sólo dos angelotes esculpidos ofrecidos al obispo Benoît de Montferrand (1476-1491) han sobrevivido (Museo de Historia de Berna).
Es de lamentar también la pérdida del altar mayor de piedra caliza negra pulida de Saint-Triphon, llevada en el invierno de 1561 a la Colegiata Protestante de San Vicente de Berna, donde todavía se encuentra hoy. Los ricos tapices del coro fueron confiscados asimismo (Museo de Historia de Berna). Téngase en cuenta que el jubé en piedra caliza negra (solo 7 columnas han sobrevivido) y algunas de las sillerias talladas que databan de ca. 1275 quedaron destruidas en el primer tercio del siglo XIX, después del incendio del cimborrio que los dominaba (1825).
Los historiadores estiman en alrededor de unos 10 millones de euros del año 2014 el valor de la parte conocida del tesoro de Notre-Dame que fue apilada en barriles y llevada en 1537 a Berna en dieciocho carros.
El conjunto de la estatuaria en piedra, excepto la estatua decapitada de la Virgen con el Niño en arenisca del nártex, fue en cambio bien conservado. Quedan importantes fragmentos de la policromía arquitectónica en el interior (especialmente en la capilla de la Virgen) y ante todo en las figuras del «portail peint» ('portal pintado') (siglo XIII), cuya restauración se completó en 2007.
La época bernesa verá la finalización del púlpito monumental (1633) por los artistas berneses Daniel Heintz II y Jörg Freymun. En el deambulatorio, un importante conjunto de monumentos funerarios también data de esta época.

### Catedral contemporánea

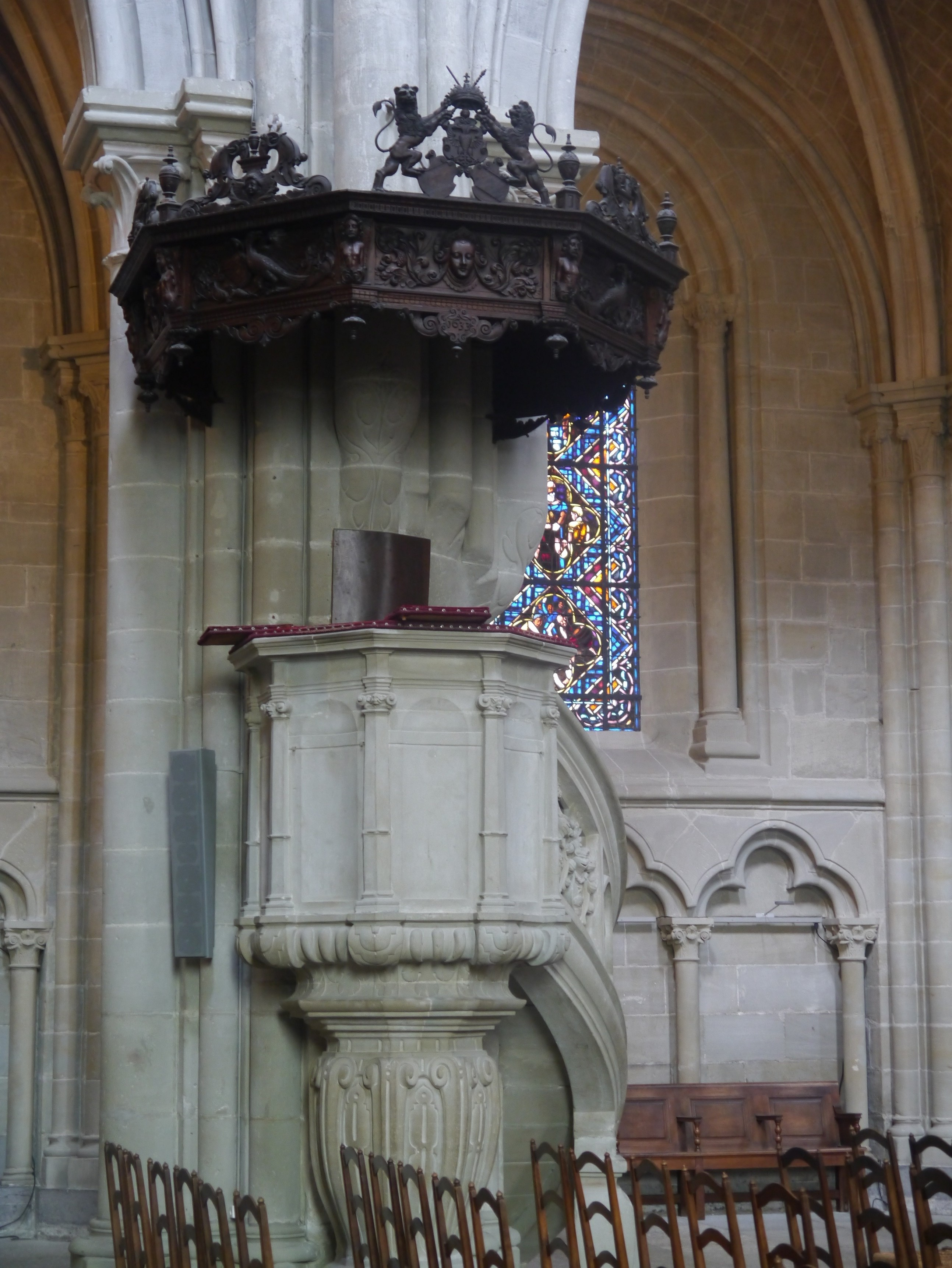
El púlpito de 1633

Desde 1874, el edificio fue objeto de una restauración dirigida por el arquitecto francés Eugène Viollet-le-Duc, que fue su última construcción (el arquitecto murió en la ciudad en 1879). Restauró la coronación del cimborrio, reemplazando la antigua aguja de 1825-1827, que había sido construida por Henri Perregaux, y salvándola probablemente del derrumbe. Un largo trabajo de restauración caracteriza los años 1890-1910, realizado en gran parte según el programa de Viollet-le-Duc. En la fachada occidental, cabe destacar la reconstrucción completa, entre 1892 y 1909, del gran portal, también llamado portal Montfalcon, cuya escultura fue realizada por Raphaël Lugeon.
En el siglo XX, las restauraciones se suceden con regularidad; el beffroi (campanario civil) fue rehecho casi completamente en la piedra de Morlay en los años 1940-1960; en los años 1970-2000, los dos brazos del transepto, la nave y el portal pintado fueron objeto de grandes obras. La restauración del cimborrio será seguida por especialistas de toda Europa: esta fue una «restauración de las restauraciones» en un momento en que la intervención de Viollet-le-Duc fue revaluada en su justo valor. Mientras que las autoridades de Vaud conservaron su contribución, al mismo tiempo, en San Sernín de Toulouse, las partes debidas al famoso arquitecto fueron desrestauradas, causando una controversia memorable. El caso de Lausana se cita ahora como un ejemplo de una nueva percepción de la historia de las restauraciones.
El cantón de Vaud lanzó un nuevo ciclo de restauración del edificio a principios de 2010 con una duración de cinco años y un costo de veinte millones de francos; estos trabajos afectaron a la torre inacabada, al coro y a los tejados de la catedral.
Asignada ahora a la parroquia Chailly-Catedral de Lausana, la catedral protestante de Notre-Dame es escenario habitual de celebraciones ecuménicas, así como de eventos culturales (conciertos). Algunas misas también han sido autorizadas y celebradas en los últimos años. 
El 10 de abril de 2013, la Iglesia Evangélica Reformada del Cantón de Vaud actualizó el logotipo y el sitio web de la catedral para aumentar la influencia y la visibilidad de la catedral.
El edificio está inscrito como bien cultural suizo de importancia nacional.

## Arquitectura

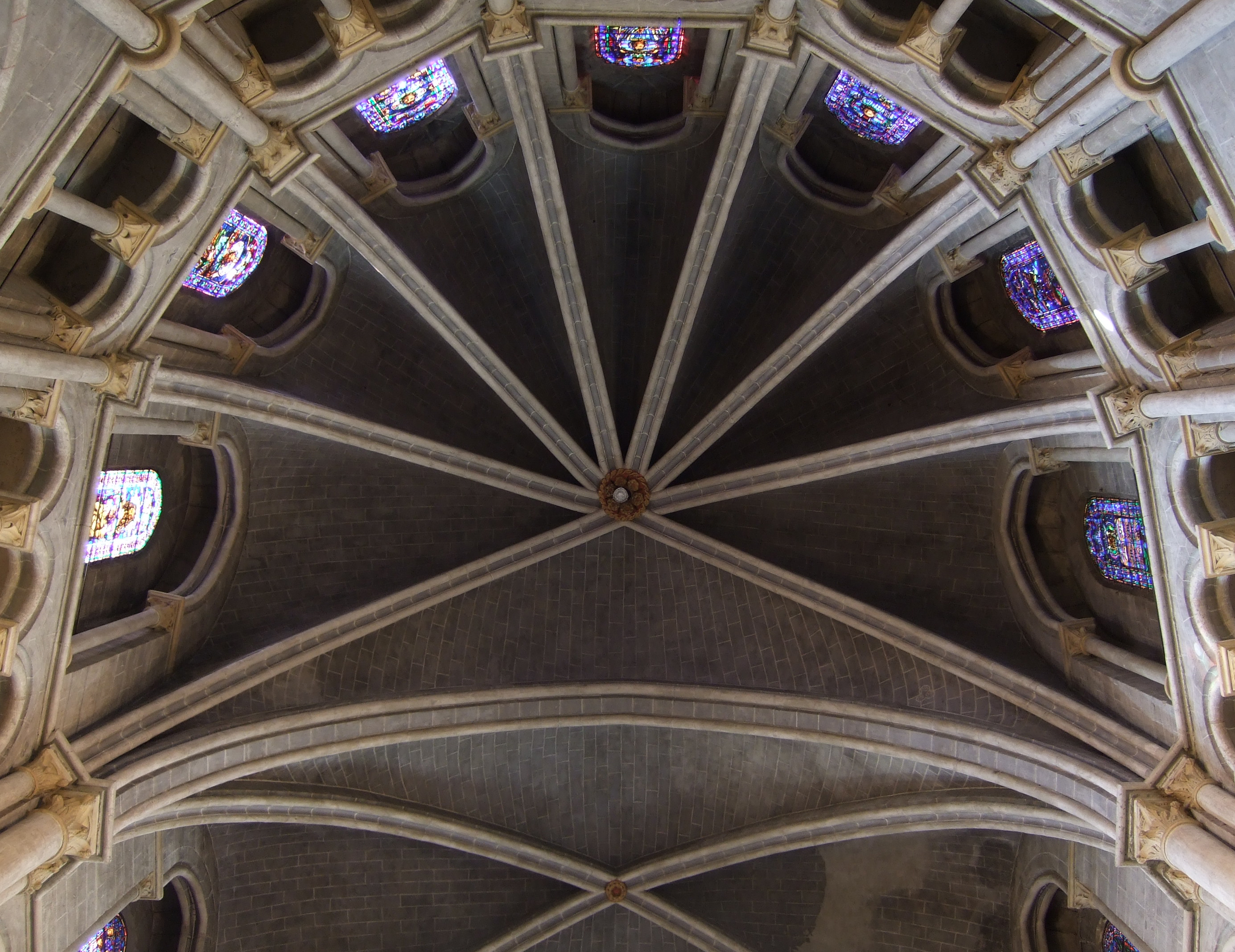
La bóveda del ábside y su decoración pintada (falso aparejo de piedra) que data del siglo XIII

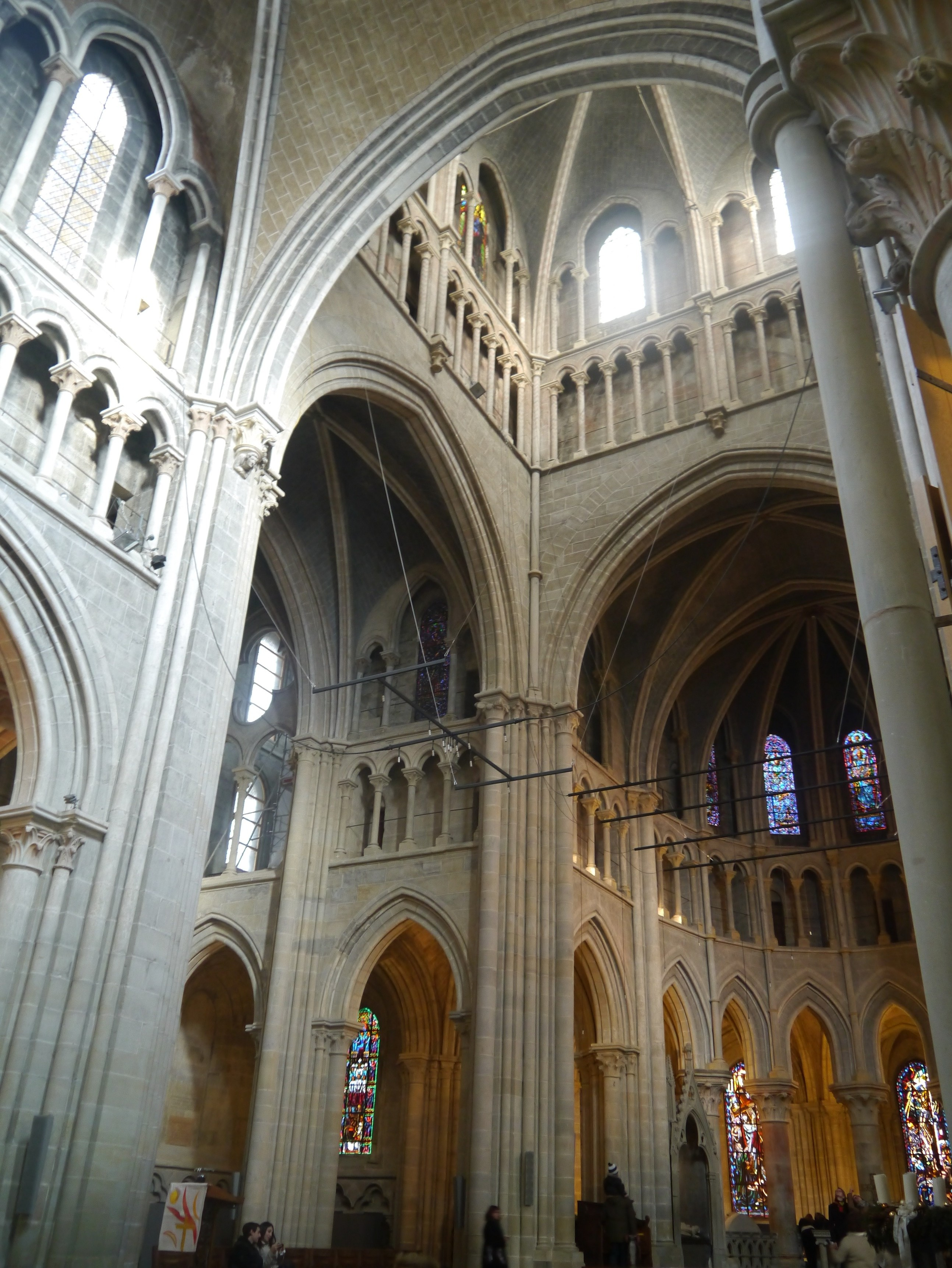
El crucero del transepto, el coro y el comborrio, caracterizados por la doble pared diáfana de origen anglo-normando

La catedral de Lausana yuxtapone varios proyectos sucesivos, aunque las obras fueron relativamente breves (probablemente menos de 80 años). Una primera cabecera (ca. 1160) ya preveía un coro con deambulatorio como el actual, pero con capillas radiantes que recordaban a la abadía de Saint-Denis, cerca de París (desde 1140). Este proyecto fue sustituido rápidamente por un segundo, más tradicional en su planta (deambulatorio anular con un sola capilla radial, axial) y en su estilo (parte baja con elementos románicos, incluyendo las arcadas soportadas por pilastras acanaladas y capiteles vegetales, algunos de muy buena calidad).
Hacia 1190 se inicia un nuevo proyecto atribuible al Maestro de Lausana. Preveía una cabecera muy grande con dos brazos del transepto flanqueados por torres y un cimborrio que marcaba el crucero. Desde un punto de vista estilístico, esta etapa marca su adhesión a las formas góticas del norte de Francia e Inglaterra: las relaciones con las catedrales de Sens, Laon y Canterbury son obvias. Varios dispositivos parecen aquí únicos: la asimetría de los dos brazos (al sur, la fachada con hastial está perforada con un rosetón; al norte, con ventanas rectangulares), el sistema de doblar los muros (llamados diáfanos) de acuerdo con la regla anglo-normanda de duplicación, pero aquí tratados con originalidad (arco colgante del transepto norte), sistematización del alzado en tres niveles, incluso en el cimborrio, etc. La unidad de la composición es bastante notable y hace de la catedral de Lausana uno de los edificios góticos más originales de su generación, fuera de la región de la Ile-de-France, síntesis exitosa de diferentes tendencias.
La nave tenía que tener tres tramos dobles, típicos de la arquitectura gótica de finales del siglo XII, como lo demuestra el doble tramo delante del cimborrio; sin embargo, a principios del siglo XIII, sin duda en el momento de la llegada del maestro de obras Jean Cotereel, la decisión fue modificada por éste, por la más moderna de tramos barlongos. Este cambio de decisión implicó el refuerzo de las pilastras débiles por soportes colocados por delante, en la nave lateral, que los doblan. La "grande travée" (gran tramo) es otra particularidad de Lausana: Marcel Grandjean ha podido demostrar que este extraño tramo (que equivale a un tramo y medio a nivel de las bóvedas) estaba ocupado originalmente a nivel del suelo por un pasaje vial que atravesaba la catedral. 2Este pasaje, sin duda abovedado, soportaba una amplia tribuna donde debería haberse ubicado probablemente la capilla de peregrinación de la Virgen milagrosa; este dispositivo explicaría el excepcional tamaño de las escaleras de caracol en las torres de esta tribuna. Sin duda, la capilla, ubicada desde principios del siglo XIII en la de la planta baja de la torre del crucero sur, no ha sido desplazada, haciendo en parte inútil esta capilla alta. Por otro lado, el pasaje vial existió hasta principios del siglo XVI; desapareció §cuando se hicieron las grandes obras dirigidas por Aymon de Montfalcon. Debe notarse que este último tuvo la preocupación sin precedentes de respetar el estilo del viejo edificio en las dos paredes-tapa que han cerrado el viejo pasaje. Las partes inferiores copian así las arcadas ciegas polilobuladas del siglo XIII; solo las dos grandes ventanas de relleno de estilo flamígero traicionan su época. Sin embargo, la operación está claramente indicada por las armas del obispo, repetidas muchas veces para señalar su trabajo.

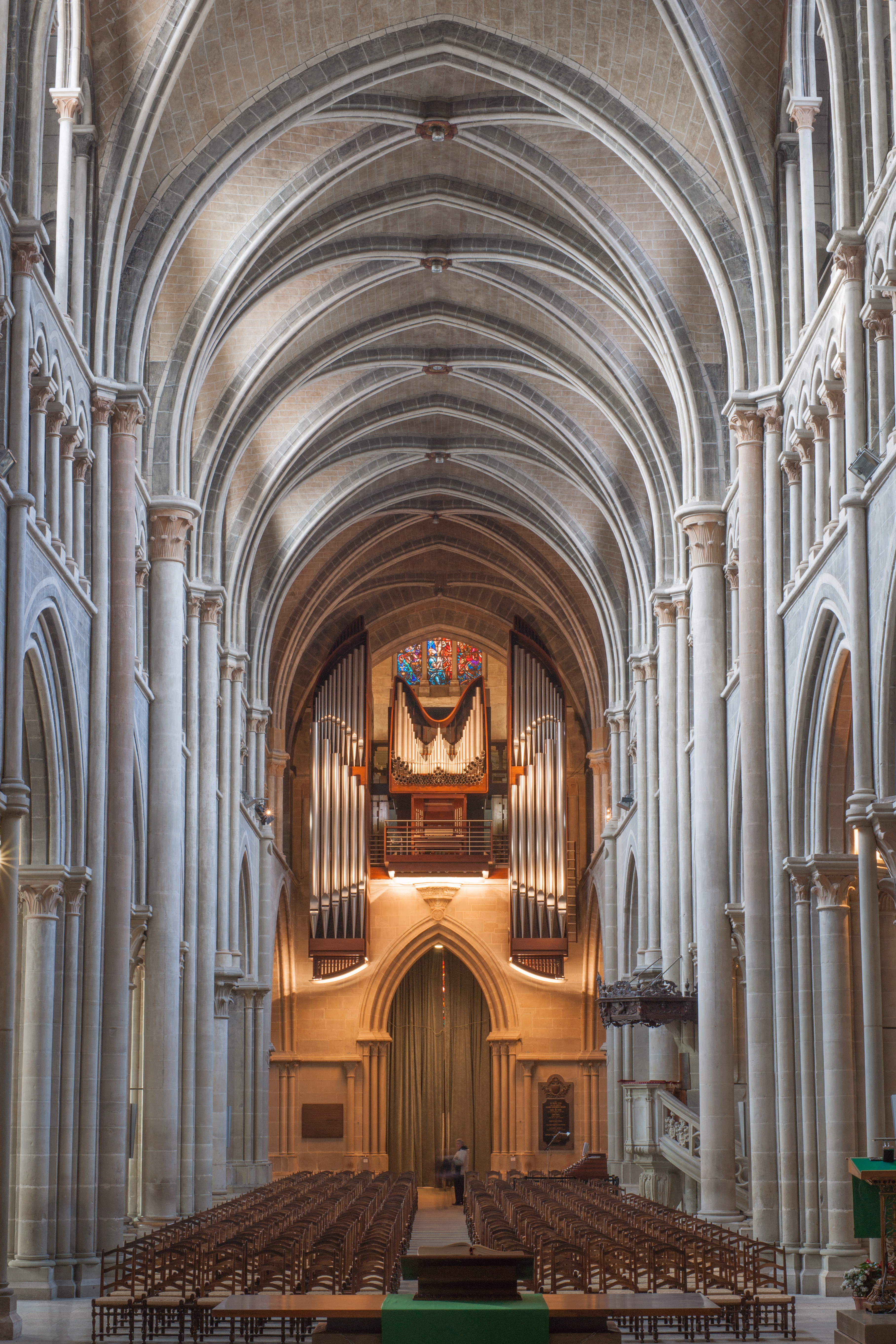
La nave de la catedral en dirección de la entrada con los nuevos órganos

El macizo occidental que se forma en el oeste como un "arco de triunfo a la Virgen" permaneció inacabado después de la consagración de 1275. Faltaba la torre norte; la torre sur se caracteriza por su base muy maciza, muy poco perforada, y por su coronación, que retoma el principio del doble muro que marca toda la estética de la catedral. La antigua flecha fue reemplazada después de un incendio en 1674, según los planos del arquitecto bernés Abraham Dünz I. En el centro de la fachada, la antigua puerta grande, que daba acceso al impresionante vestíbulo con dos ábsides laterales, fue cerrada a principios del siglo XVI por una gran puerta encargada por Aymon de Montfalcon a Jean Contoz y François Magyn, genovés de origen Faucigny.

Vistas exteriores
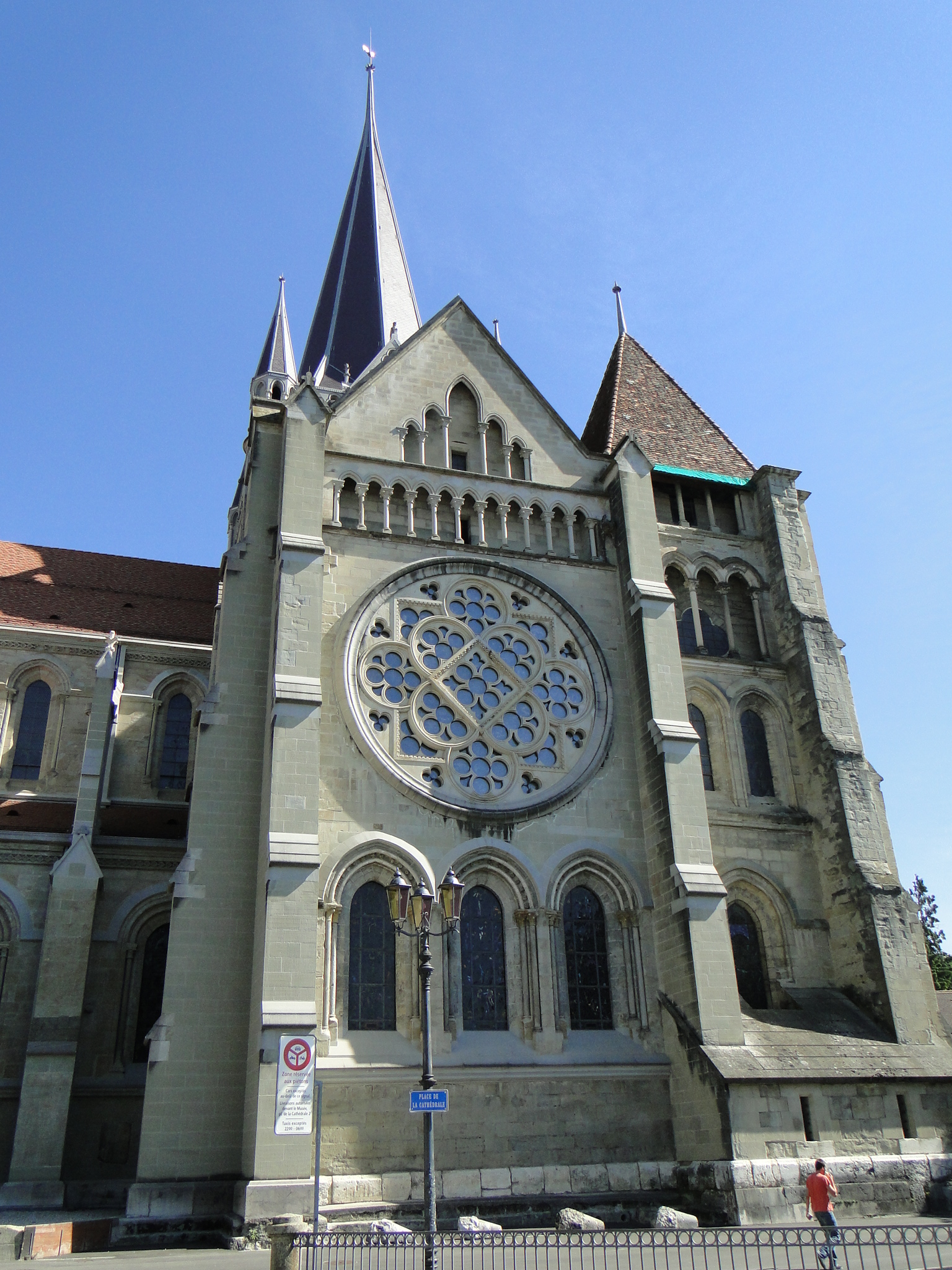
Fachada del brazo meridional del transepto
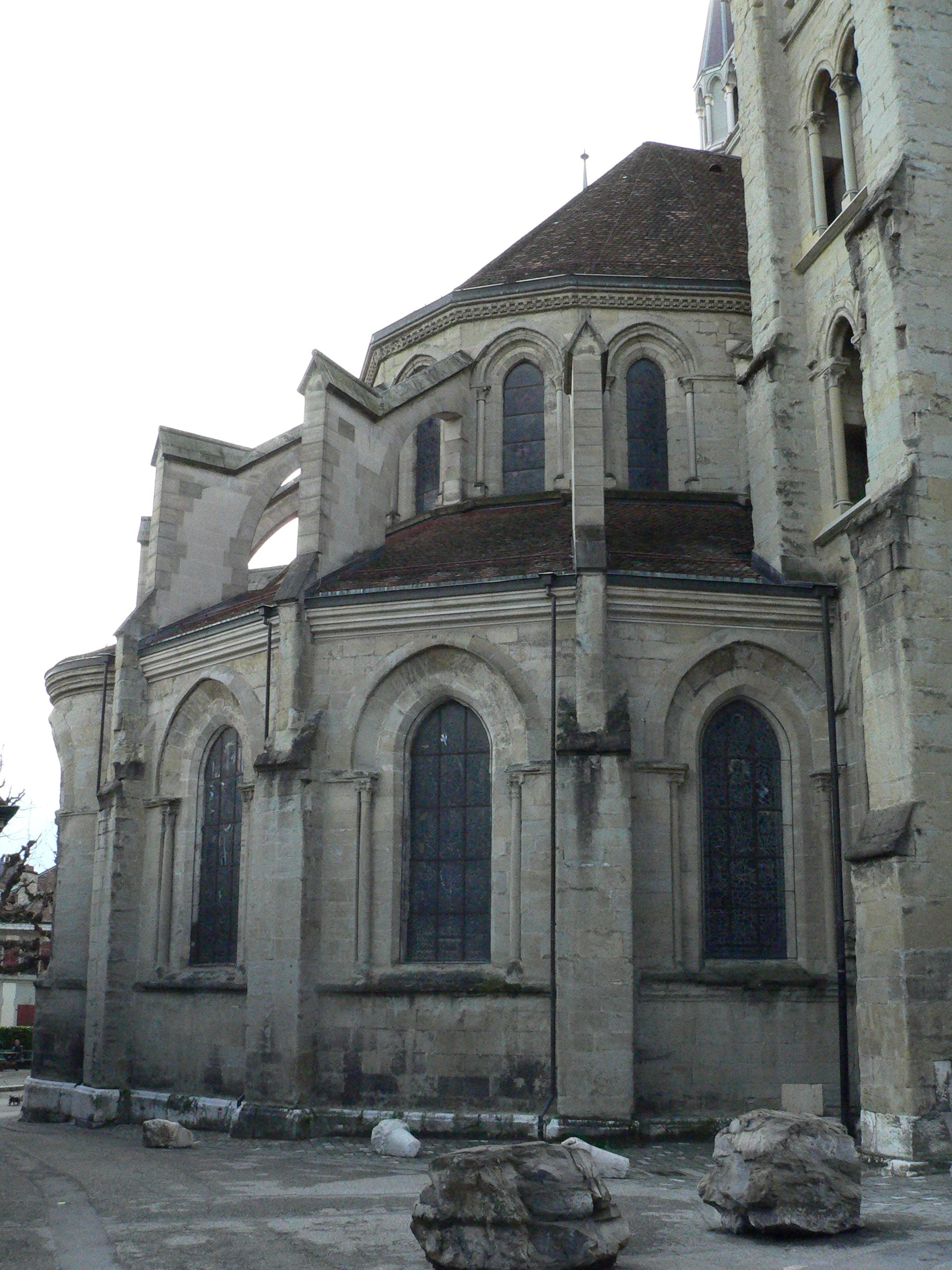
Vista de la cabecera
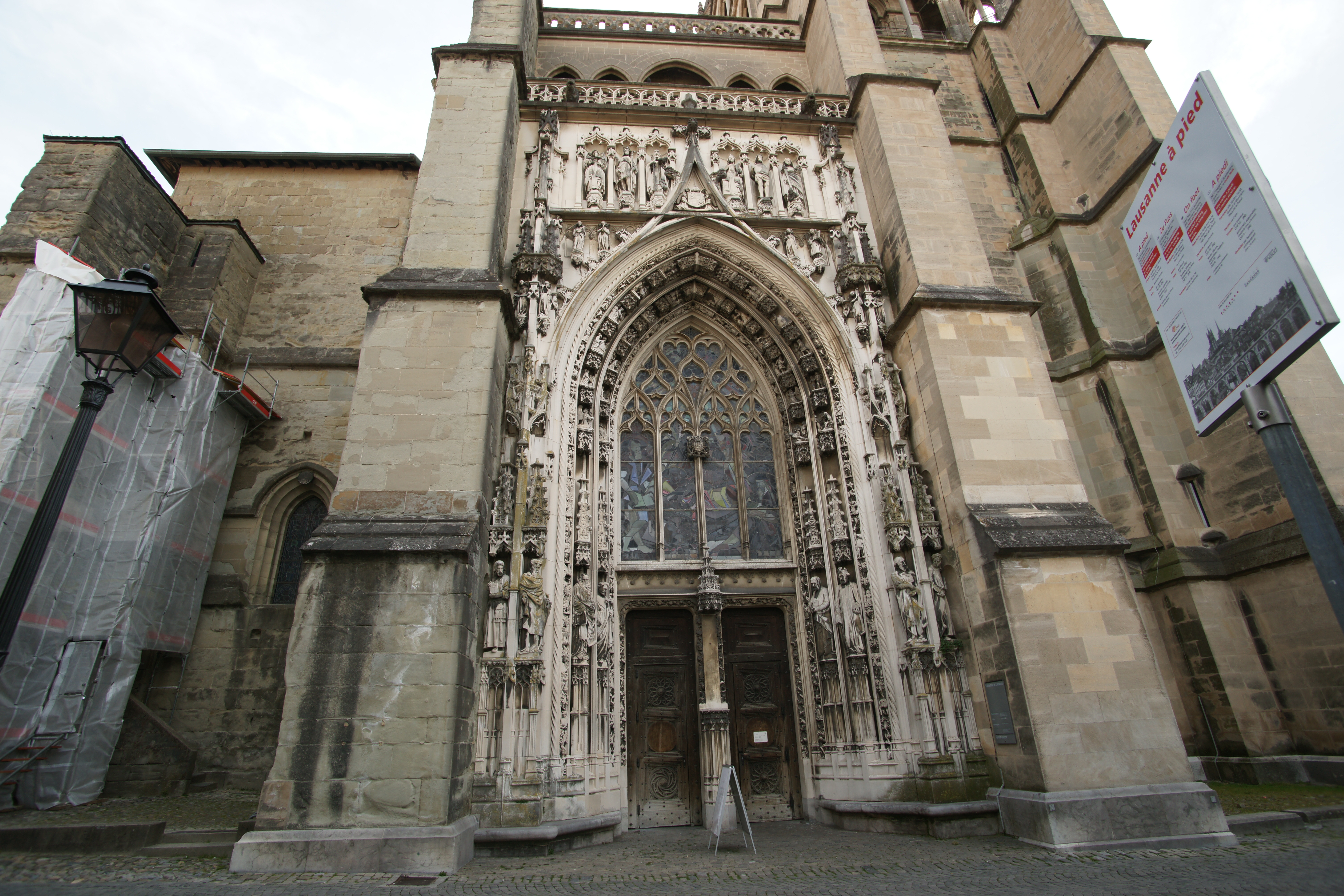
Portal de Montfalcon
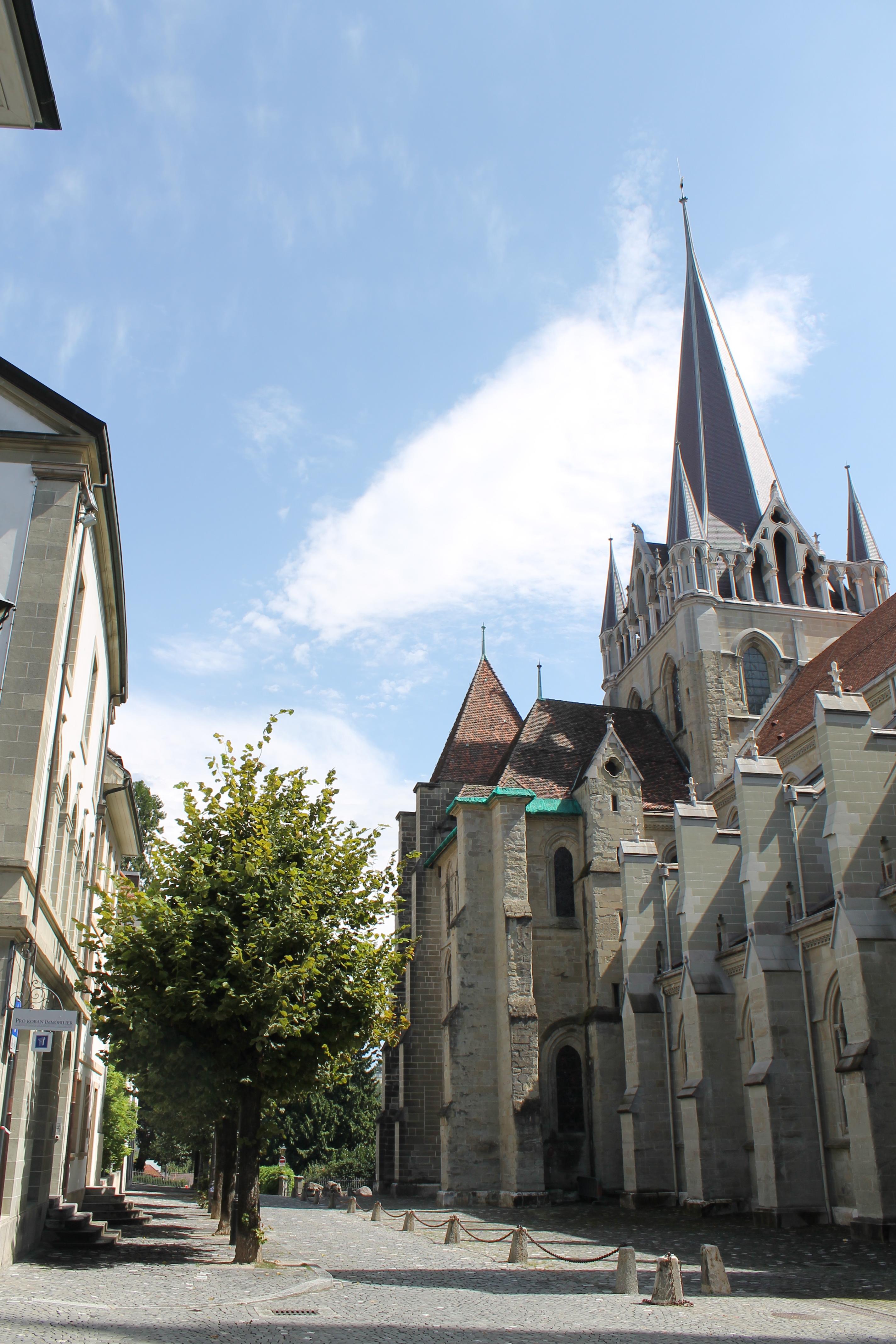
Lateral norte
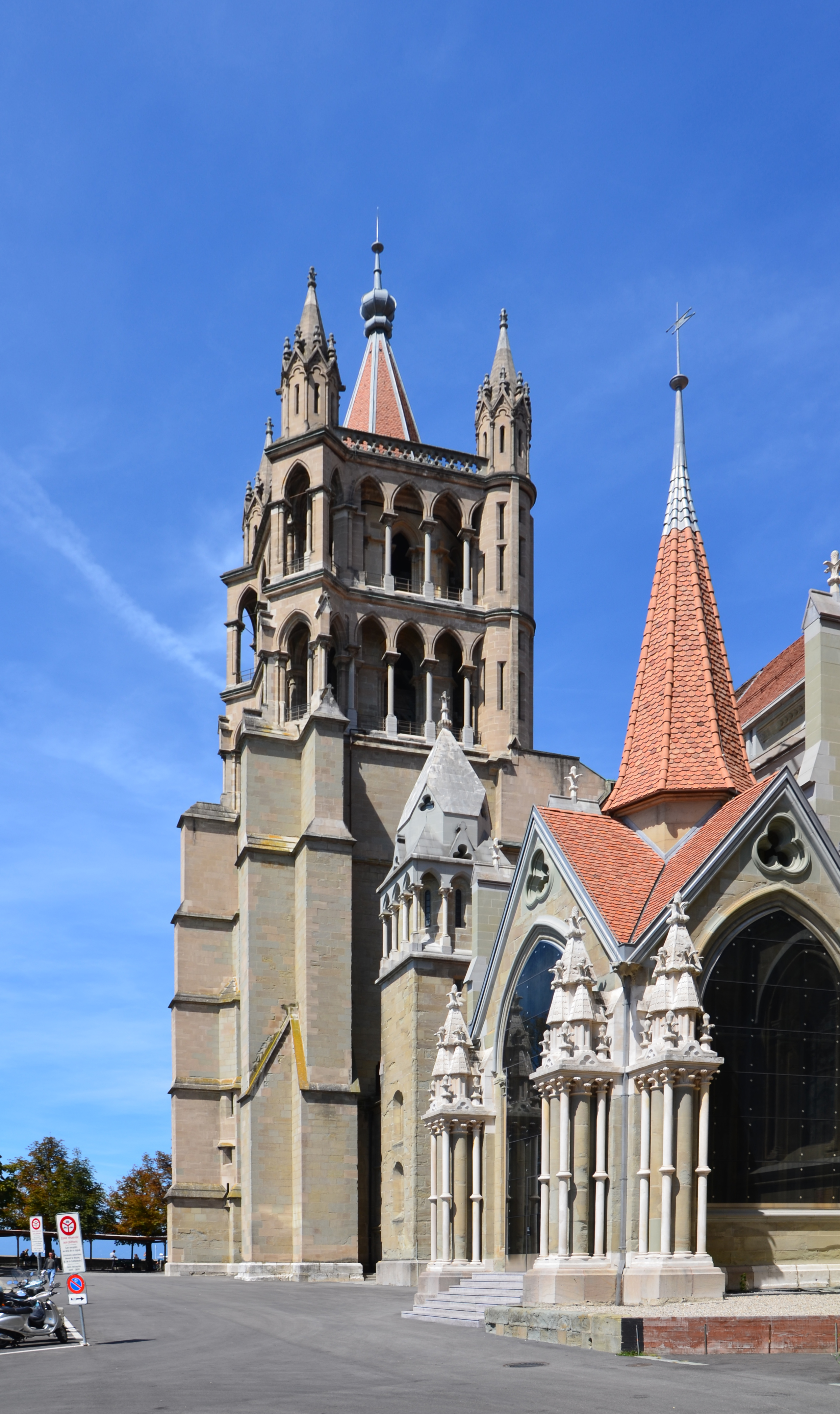
El beffroi de la catedral y, en primer plano, el portal pintado

## Particularidades

### Portal pintado

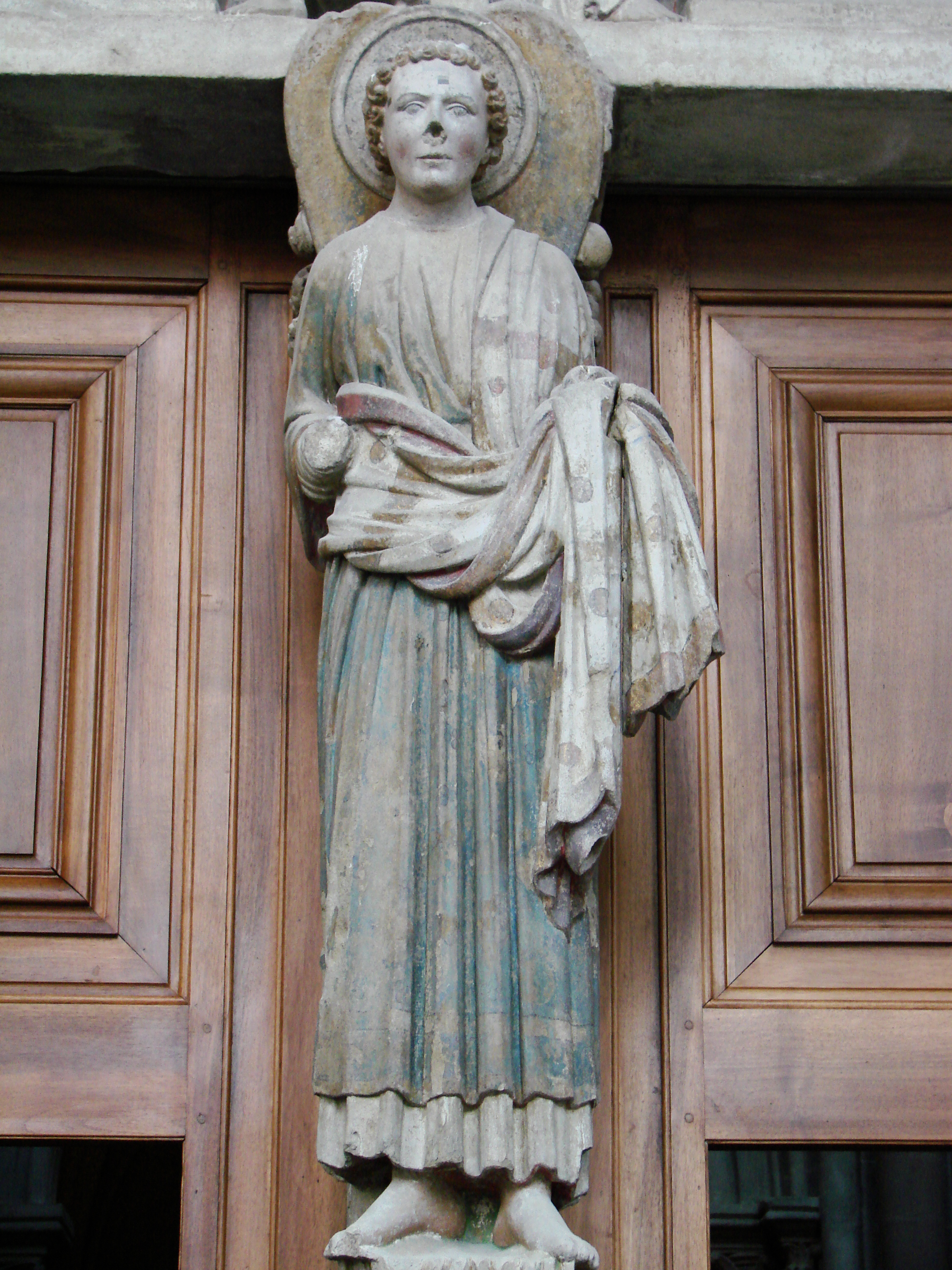
Portal pintado, figura del parteluz (san Miguel o arcángel Gabriel), mostrando las importantes trazas de la policromía medieval

En el flanco sur de la catedral de Notre-Dame, el portal pintado constituye una joya de la estatuaria medieval; está fechado entre 1220-1230 por análisis estilísticos, arqueológicos e históricos. Las figuras del Antiguo y Nuevo Testamento enmarcan la coronación de la Virgen (en el tímpano), dominando su Dormición y su Asunción. El estilo de estas estatuas evoca en particular los portales de las catedrales de Sens y Senlis. La originalidad del portal pintado está tanto en su tipo (portal lateral, concebido como un porche abierto) como en la conservación excepcional en Europa de la decoración polícroma, y, desde un punto de vista iconográfico, en la posición modesta de la Virgen, reservando la parte preferente a Cristo en la Gloria. Era por esta entrada lateral por donde los miles de peregrinos accedían al edificio, mientras que en otros edificios contemporáneos similares lo hacían por la puerta occidental.
Fueron necesarios 40 años de trabajos para restaurar el portal pintado y ponerlo a disposición del público, con una protección derivada de las últimas técnicas arquitectónicas. Los responsables de la restauración han decidido no reproducir artificialmente toda la policromía original, en parte desaparecida, sino solo preservar y fortalecer la que quedaba.

### El rosetón delsigloXIII

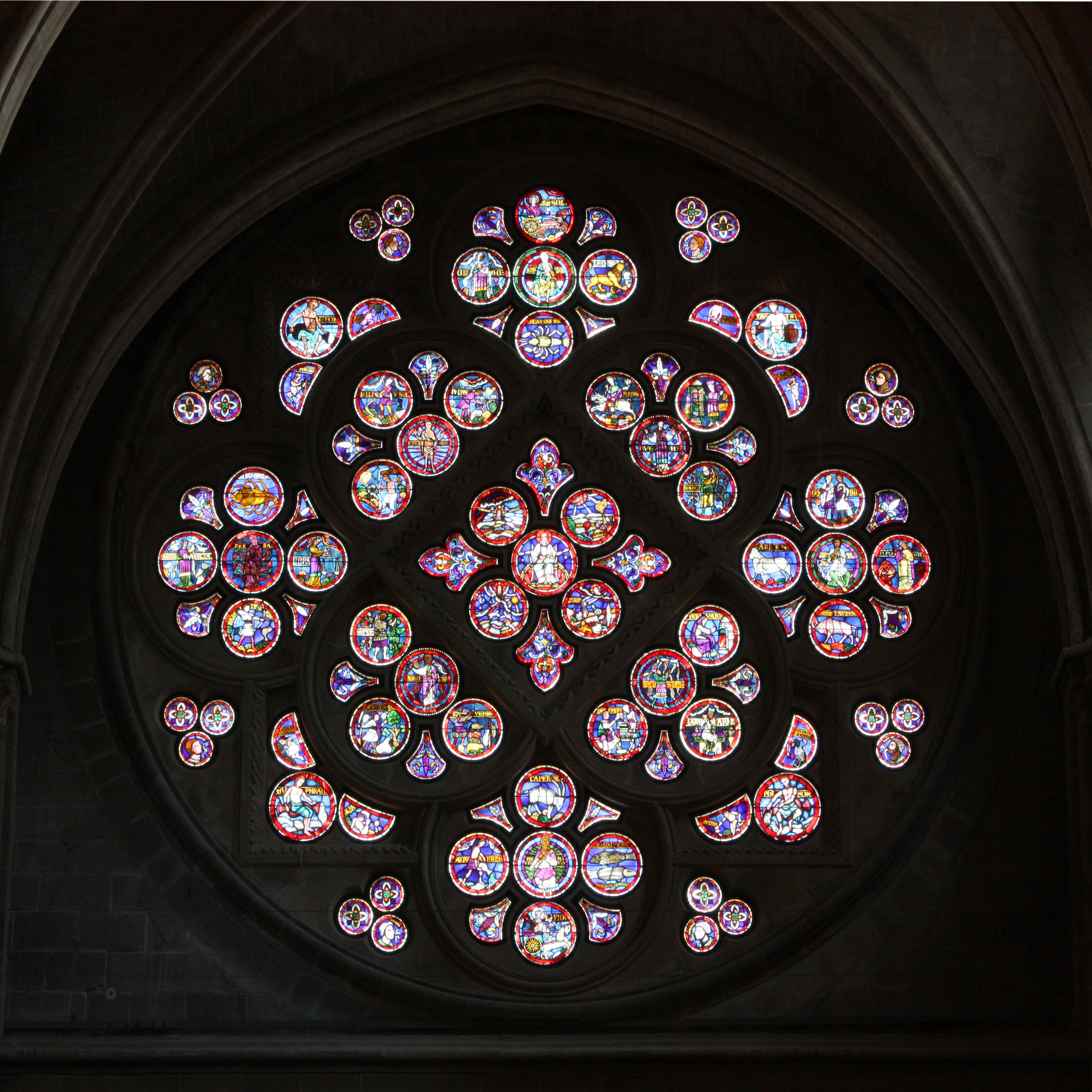
Rosetón de la catedral de Lausana

El rosetón de la catedral de Notre-Dame se instaló alrededor de 1205, antes de los rosetones de Chartres. Sus vitrales, que se conservan casi por completo, contribuyeron en gran medida al renombre de la catedral. En forma de 4¥≤mapamundi, Pierre d'Arras los pintó entre 1231-1235. Un dibujo del rosetón se encuentra en la colección de Villard de Honnecourt de 1270. Una restauración importante del transepto sur y del rosetón  tuvo lugar en 1894-1909; el maestro vidriero Edouard Hosch recreó las pocas vidrieras que faltaban en el estilo del siglo XIII. Fue él quien inventó la figura de Dios Padre que trona en el centro del rosetón, pero que no reproduce la vieja disposición. Originalmente, esta plaza central incluía sin duda la representación de Annus (el dios del año representado por el Creador), rodeado por el Sol (desplazado), la Luna (desplazada), Dies y Nox (que no forman más que uno: Terra/Nox desplazado >también al rosetón).

### Las vidrieras de los siglosXIXyXX

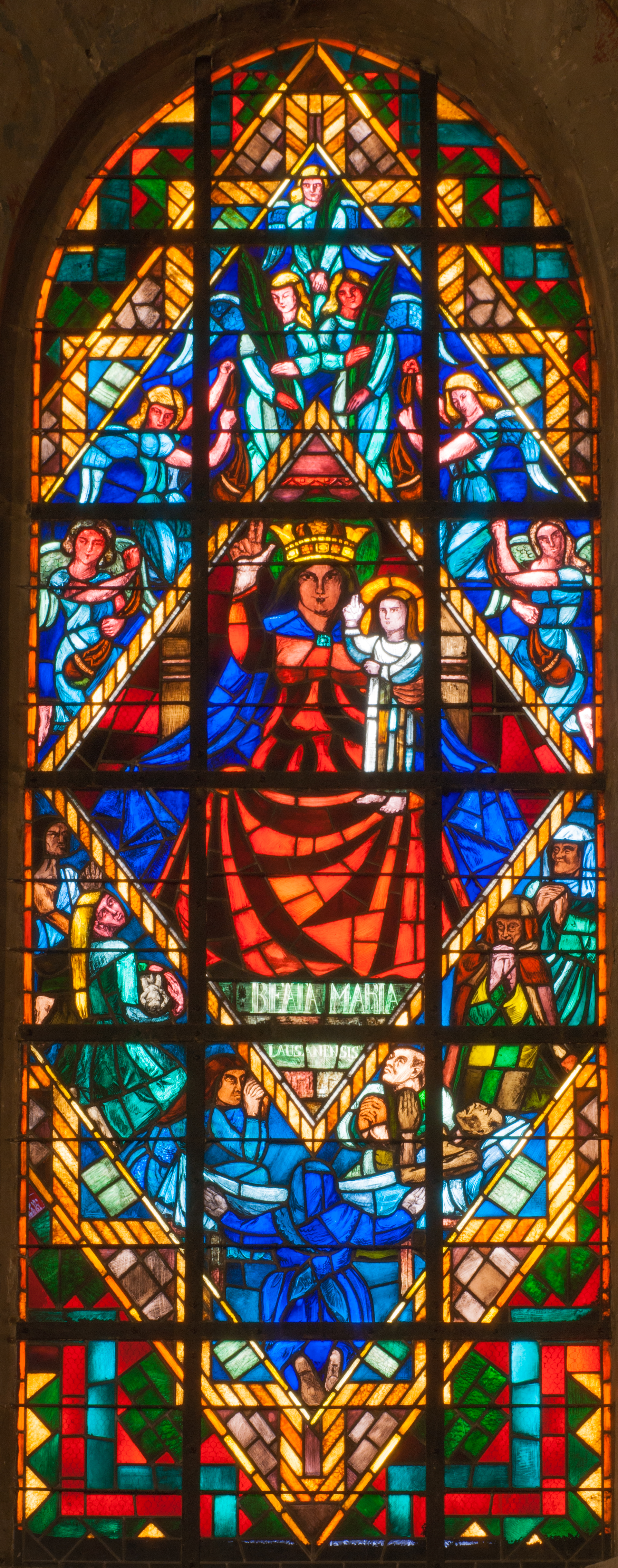
Capilla de la Virgen, vitral de Charles Clément representando a la Virgen de Lausana, 1932

La renovación del vitral religioso sensible en la segunda mitad del siglo XIX tuvo consecuencias significativas para la catedral. Una primera etapa, precoz, se observa en la década de 1860 (vitrales heráldicos de Alfred Gérente, 1867-1868, en la nave lateral sur) y luego en 1892 con el gran vitral de Paul Robert, "La Ley y la Gracia", en la capilla Montfalcon.
Sin embargo, después de dos concursos organizados en 1918-1919 y en 1928 se inició un verdadero ciclo de vitrales modernos que reemplazó a los antiguos vitrales en vidrio blanco que databan de la época protestante, sumergiendo la iglesia en un ambiente más colorido, más sombrío también, típico del gusto de la época para las atmósferas místicas. Los artistas laureados fueron en su mayoría protestantes —Lous Rivier, François de Ribeaupierre, Charles Clément, Edmond Bille, etc.— pero también hay que tener en cuenta a Alexandre Cingria, defensor de la renovación del arte católico, cuyas obras despertaron —como otros en otras partes (los cuatro evangelistas de Marcel Poncet, por ejemplo)— gran controversia.
El conjunto es único en su género en la Suiza romanda por su calidad y su diversidad. A los vitrales neo-Chartres de Rivier y de Ribeaupierre, mosaico brillante sobre un plano de azul profundo, responden los colores cálidos y vivos de Cingria, las formas "cubistas" de Poncet y las figuras sombrías y gesticulantes de Bille. Esta intervención es fundamental en la definición actual de la catedral, ensombrecida por esta contribución y devuelta probablemente a una estética más próxima a la de la Edad Media que a los tiempos de los vidrios translúcidos colocados poco a poco en el período bernés.

### Monumentos funerarios
La catedral sirvió como necrópolis de obispos, miembros del capítulo e influyentes nobles durante la Edad Media y, en tiempos de Berna, de notables locales y de familias patricias. Quedan más de cincuenta monumentos funerarios, que van desde el siglo IX hasta el comienzo del siglo XIX. De este conjunto, destacan cuatro yacentes de obispos, no identificados, de los siglos XIII y XV; el imponente monumento de Otón I de Grandson († 1328, monumento funerario yerigido sin duda hacia 1300) en el coro, con yacente de mármol de Carrara y baldaquino de estilo gótico flamígero; hay varios epitafios en piedra caliza negra de Saint-Triphon de la época bernesa en el deambulatorio, que algunos atribuyen al escultor de origen francés Louis Dupuis, de presencia bien atestiguada en las fuentes de los archivos por su trabajos escultóricos en la catedral bajo la dirección del arquitecto Gabriel Delagrange (a mediados del siglo XVIII) y de otro debido a Johann Friedrich Funk I, escultor bernés autor de numerosas tumbas en la antigua república de Berna, mostrando una figura de Cronos de alabastro. Se debe al diseño de Michel Vincent Brandoin y al cincel de David Doret el sarcófago de la princesa rusa Catalina Orlow († 1781), copia literal del de Jean-Jacques Rousseau en Ermenonville. Finalmente, la urna de mármol de Carrara de Henriette Canning († 1817, monumento terminado en 1825) es obra del escultor florentino Lorenzo Bartoloni. Es una obra neoclásica de primer orden, que representa el perfil idealizado de la difunta.

Placas funerarias
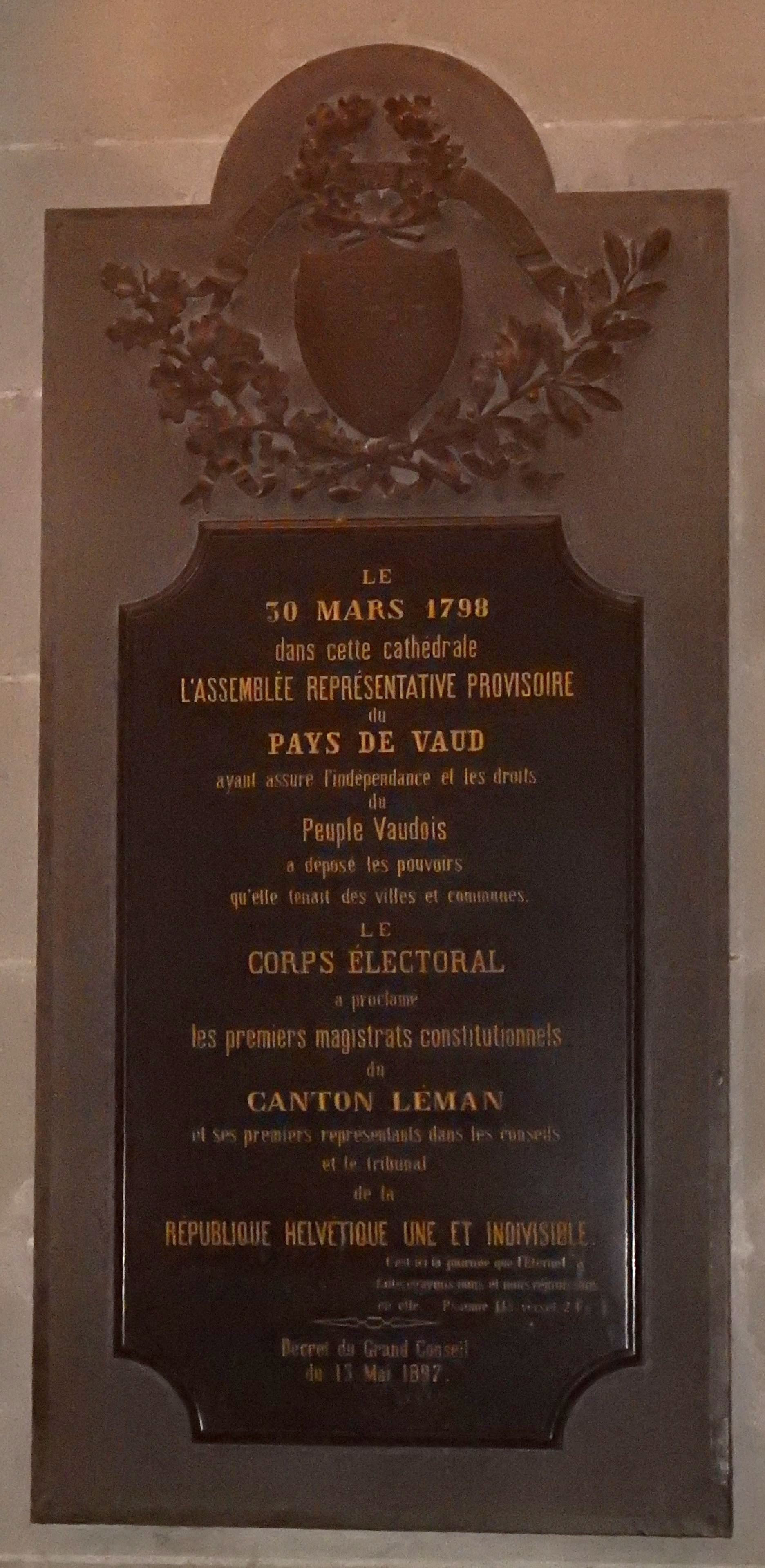
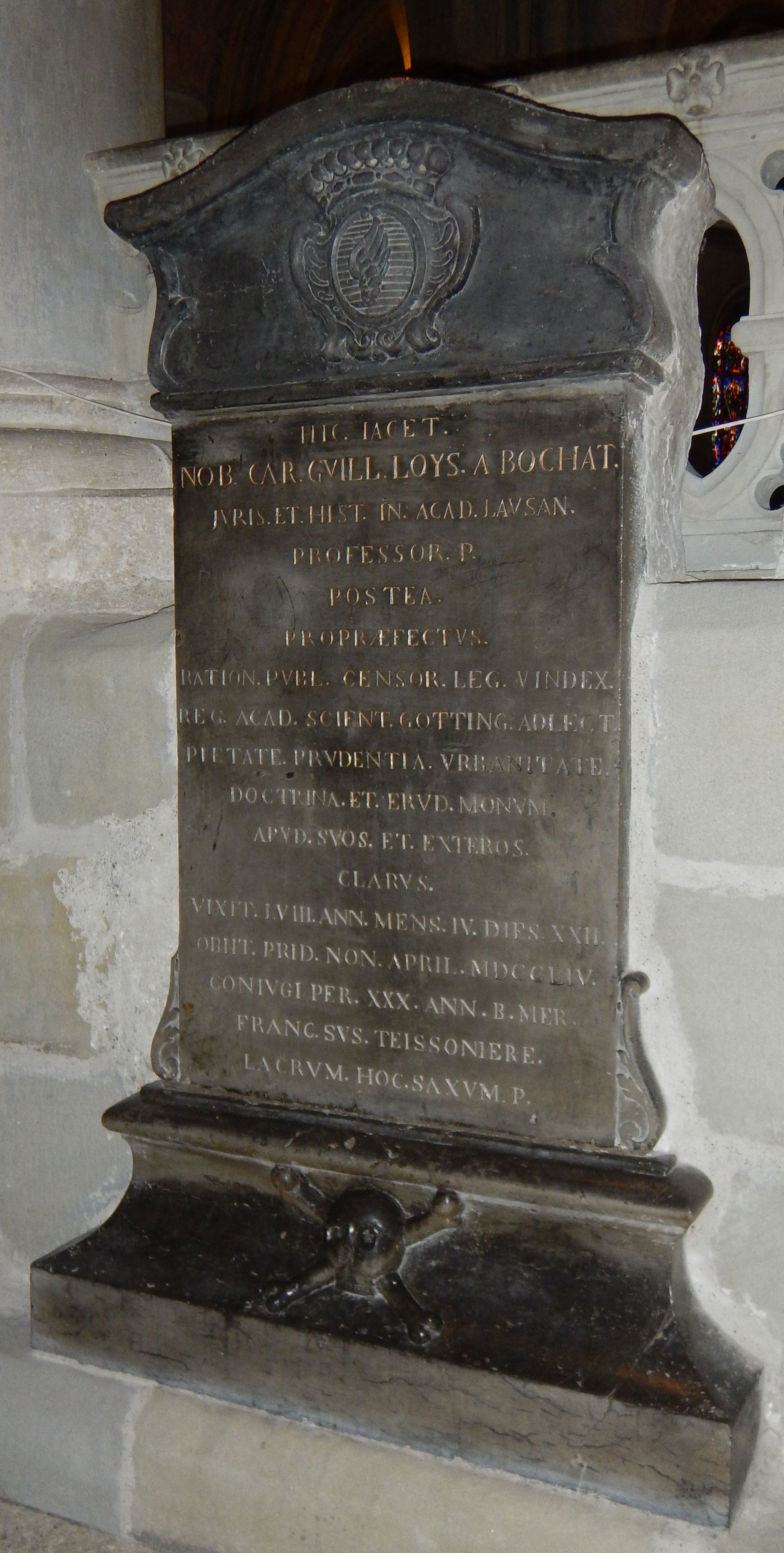
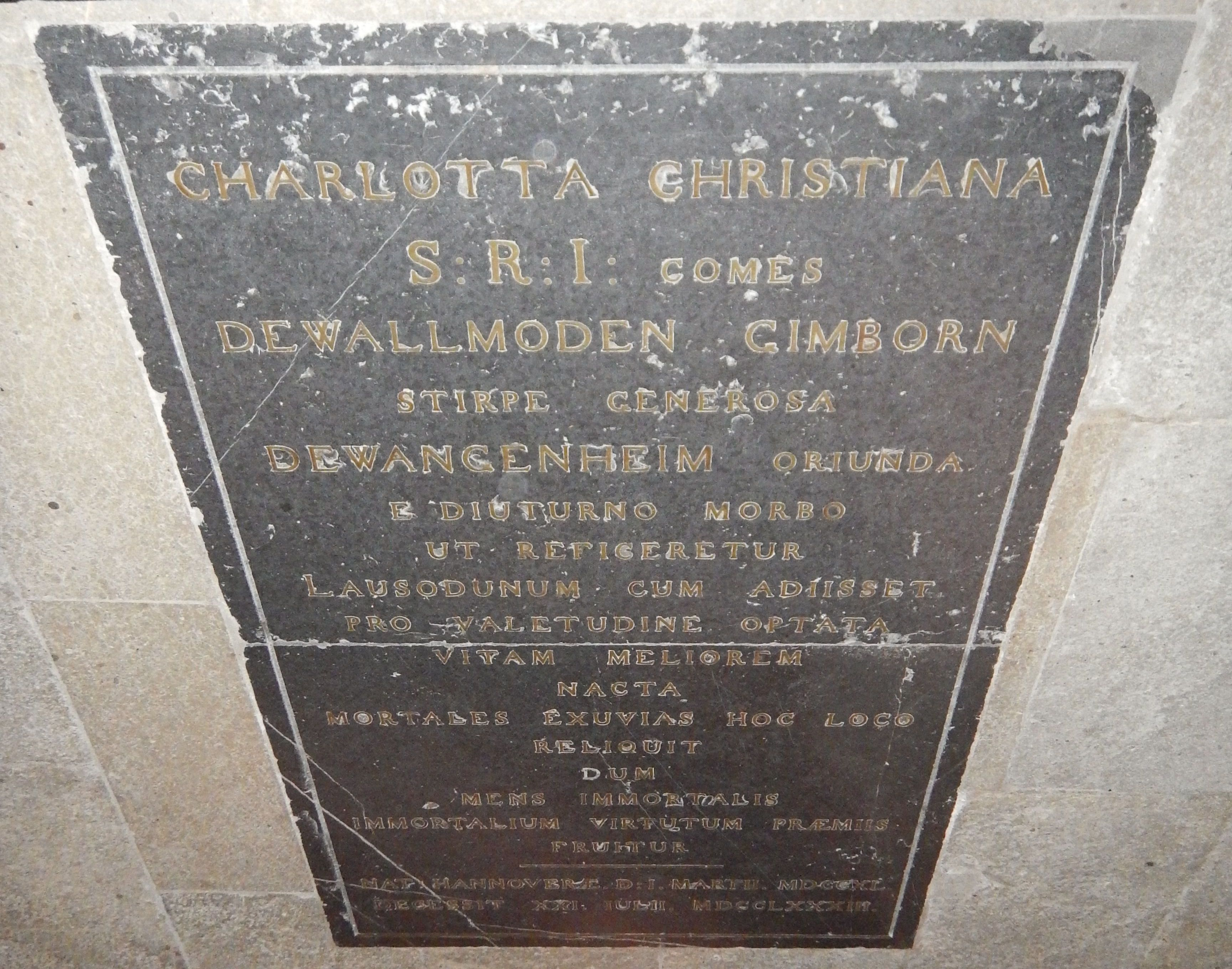
Wallmoden
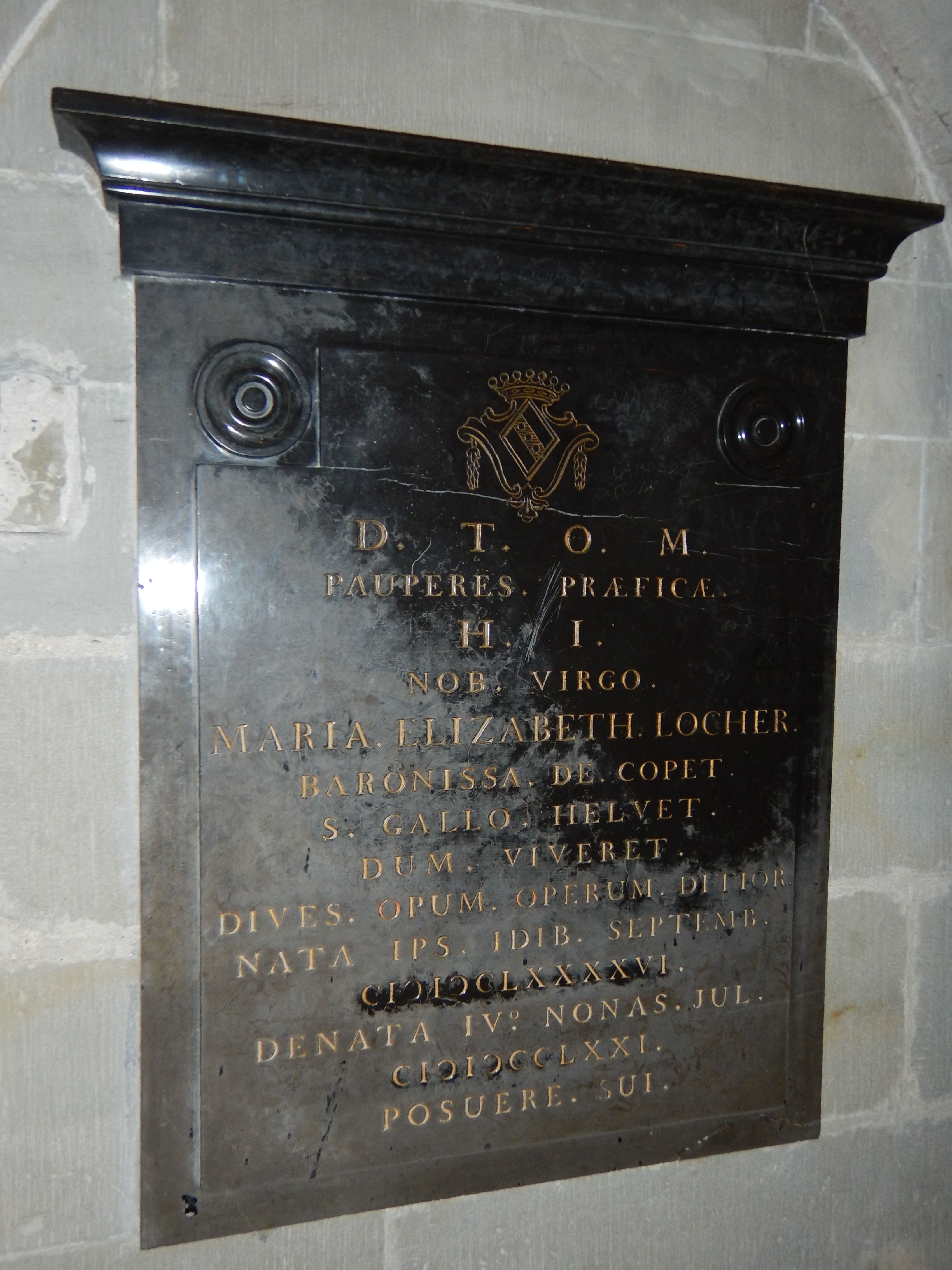
Maria Elisabeth Locher
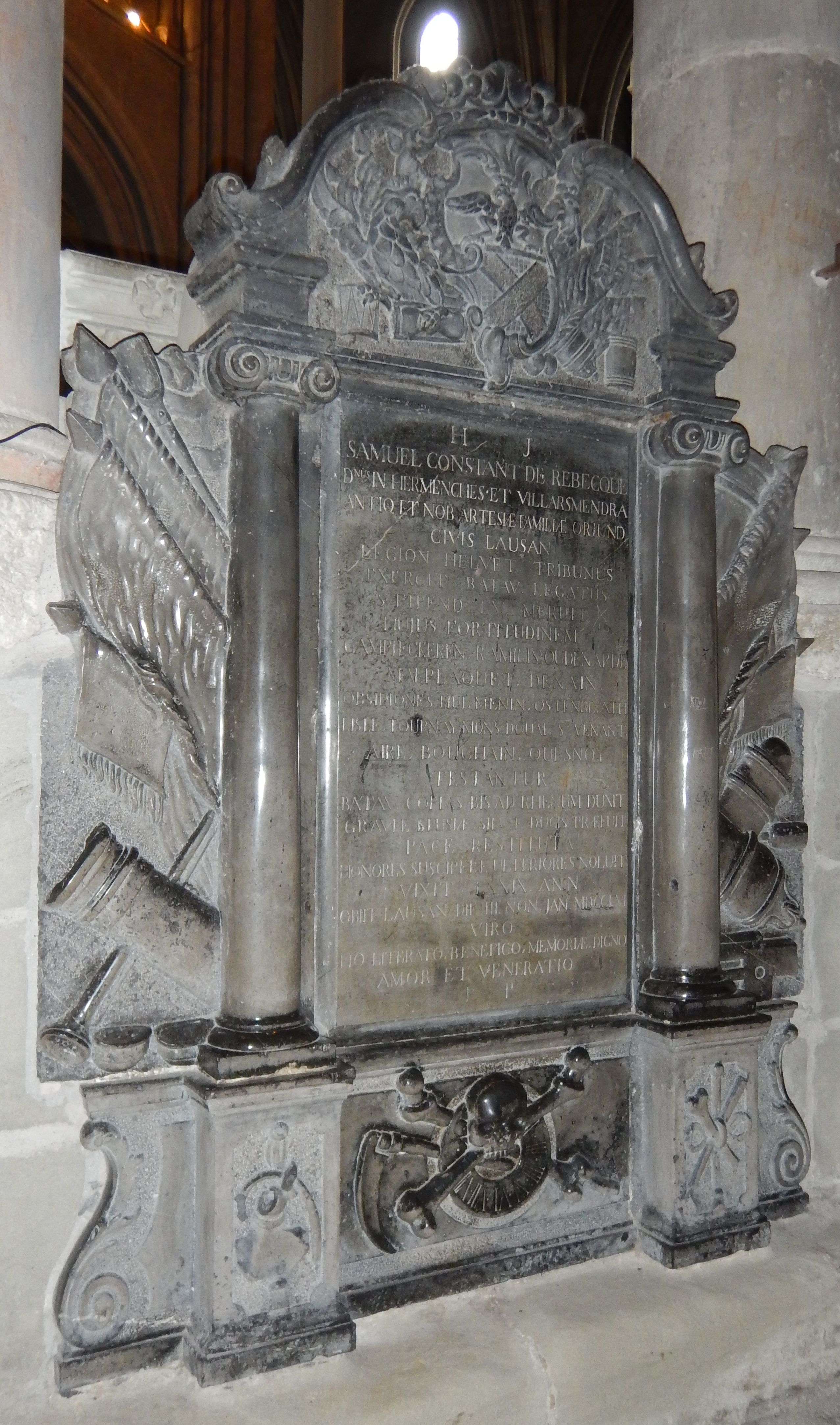
Samuel Constant de Rebecque

### Órganos
Los grandes órganos de la catedral de Notre-Dame fueron inaugurados en diciembre de 2003 y forman un instrumento único en el mundo, tanto por su diseño como por sus características técnicas (estilos clásicos y sinfónico francés, barroco y romántico alemanes). El organista titular es Jean-Christophe Geiser, profesor del Conservatorio y HEM de Lausana. Su instalación implicó la eliminación del púlpito de 1505, ubicado en el centro de la tribuna inferior, del que no subsisteN más que residuos. Se ha depositado la barandilla adornada con rellenos ciegos.
Se organizan conciertos en los días festivos religiosos (Viernes Santo, Pascua, Pentecostés, Navidad) y los viernes de junio a principios de octubre. El instrumento precedente, un Kuhn de 1955, ha sido instalado en la Filarmónica del Báltico en Gdansk (Polonia). 
La composición es la siguiente:5ex

| I Positif de dos C– |       |
| Quintadehn          | 16′   |
| Principal           | 8′    |
| Gedackt             | 8′    |
| Octava              | 4′    |
| Rohrflöte           | 4′    |
| Grosse Tierce       | 31/5′ |
| Nasard              | 2/3′  |
| Doublette           | 2′    |
| Quarte de Nasard    | 2′    |
| Tierce              | 13/5′ |
| Larigot             | 1/3′  |
| Piccolo             | 1′    |
| Plein-jeu V         |       |
| Scharff IV          |       |
| Dulcian             | 16′   |
| Cromorne            | 8′    |

| II Grand Orgue C– |       |
| Principal         | 32′   |
| Montre            | 16′   |
| Bourdon           | 16′   |
| Montre            | 8′    |
| Gambe             | 8′    |
| Flauta armónica   | 8′    |
| Prestant          | 4′    |
| Octava            | 4′    |
| Quinta            | 2/3′  |
| Doublette         | 2′    |
| Terz              | 13/5′ |
| Fourniture VII    |       |
| Cymbale V         |       |
| Mixtur VI-IX      |       |
| Bombarda          | 16′   |
| Trompeta          | 8′    |
| Clairon           | 4′    |
| Trommet           | 16′   |
| Trommet           | 8′    |

| III Positif Expressif C– |         |
| Salicional               | 8′      |
| Unda maris               | 8′ (C0) |
| Flauta harmonique        | 8′      |
| Bourdon                  | 8′      |
| Voz eoliana              | 8′ (C0) |
| Fugara                   | 4′      |
| Zartflöte                | 4′      |
| Violín                   | 2′      |
| Sesquialtera II          |         |
| armónica aetheria V      |         |
| Cor anglais              | 16′     |
| Basson                   | 8′      |
| Clairon                  | 4′      |

| IV Récit expressif C– |       |
| Bourdon               | 16′   |
| Diapasón              | 8′    |
| Viole de gambe        | 8′    |
| Voz celeste           | 8′    |
| Flauta traversera     | 8′    |
| Bourdon               | 8′    |
| Prestant              | 4′    |
| Flauta octaviante     | 4′    |
| Quinte                | 2/3′  |
| Octavin               | 2′    |
| Tierce                | 13/5′ |
| Plein jeu IV          |       |
| Bombarda              | 16′   |
| Trompeta armónica     | 8′    |
| Clairon armónico      | 4′    |
| Basson-Hautbois       | 8′    |
| Clarinette            | 8′    |
| Voz humana            | 8′    |

| V Bombardes C–      |    |
| Montre              | 8′ |
| Flauta creuse       | 8′ |
| Flauta ouverte      | 4′ |
| Grand Cornet V      |    |
| Trompeta            | 8′ |
| Clairon             | 4′ |
| Trompeta en chamade | 8′ |
| Clairon en chamade  | 4′ |

| Fernwerk C–       |     |
| Bourdon           | 16′ |
| Principal         | 8′  |
| Bourdon           | 8′  |
| Flauta            | 8′  |
| Flauta d′amour    | 8′  |
| Salicional        | 8′  |
| Voix céleste      | 8′  |
| Prestant          | 4′  |
| Flauta traversera | 4′  |
| Trompeta armónica | 8′  |
| Voix humaine      | 8′  |

| Pédale C–        |        |
| Principal        | 32′    |
| Bourdon          | 32′    |
| Grosse Quinte    | 211/3′ |
| Contrebasse      | 16′    |
| Montre           | 16′    |
| Principal        | 16′    |
| Violonbasse      | 16′    |
| Bourdon          | 16′    |
| Basse Quinte     | 102/3′ |
| Octave           | 8′     |
| Violonchelo      | 8′     |
| Flauta           | 8′     |
| Bourdon          | 8′     |
| Quinta           | 51/3′  |
| Octava           | 4′     |
| Flauta           | 4′     |
| Mixture IV       |        |
| Contre-Bombarda  | 32′    |
| Bombarde clásica | 16′    |
| Bombarda         | 16′    |
| Trompeta         | 8′     |
| Clairon          | 4′     |
| Posaune          | 16′    |
| Trommet          | 16′    |
| Trommet          | 8′     |

Tubos del instrumento principal (sin Fernwerk): 6737.
Número total de rangos (sin el Fernwerk): 124.

### Guardia
La ciudad de Lausana mantuvo siempre, y esto ya desde 1405 (los 600 años y<de Lausana se festejaron en noviembre de 2005), un servicio de guardia que anuncia las horas, mediante anuncio vociferado, desde las  22 horas a las 2 horas de la mañana, desde lo alto del beffroi De 1992 a 2001, fue Philippe Becquelin, también conocido como Mix & Remix, dibujante de prensa en L'Hebdo, que estaba encargado de gritar a los cuatro puntos cardinales: «C'est le guet, il a sonné dix» (Es la guardia, han sonado las diez). Originalmente, el reloj de la guardia tenía la misión de alertar en caso de incendio. Desde 2002, Renato Häusler ha ocupado esta función.
Cada año, el 31 de diciembre a la medianoche, un espectáculo de sonido, luz y humo da la impresión de que la torre se incendia. Esta ceremonia marca la transición al nuevo año.